# Сомбреро (фильм, 1959)
«Сомбреро» — советский фильм для детей 1959 года режиссёра Тамары Лисициан по одноимённой пьесе Сергея Михалкова.

## Сюжет
Группа ребят ставит спектакль по «Трем мушкетерам», и всем хочется играть роль Д’Артаньяна. Один из ребят «подкупает» остальных, принеся четыре настоящих рапиры. Это сильно задевает Шуру Тычинкина, конечно же, только себя видящего в роли Д’Артаньяна, и он решает проучить обидчика… У своего родственника — советского дипломата в Мексике -  Шура берёт настоящий мексиканский костюм и сомбреро. Переодевшись, Шура идёт к ребятам и представляется как приехавший из Мексики родственник их друга Шуры Тычинкина. Так Шура долго разыгрывает ребят, пока они, наконец, не понимают, что «мексиканец» это и есть Шура, и что они поступили с ним нехорошо.

## В ролях
- Анатолий Кулаков — Шурик Тычинкин
- Виктор Перевалов — Вовка-Пестик
- Наталья Панина — Аллочка
- Миша Тягунов — Вадик
- Витя Глазков — Слава
- Василий Шишкин — Адриан
- Людмила Чернышёва — Ольга Михайловна Тычинкина
- Вадим Грачёв — Цаплин
- Сергей Корень — тореро
- Сергей Филиппов — бандерильеро